# Observatório Astronômico da Universidade Federal do Rio Grande do Sul
O Observatório Astronômico da Universidade Federal do Rio Grande do Sul  é uma instituição científica, um museu e uma unidade de ensino da Universidade Federal do Rio Grande do Sul (UFRGS). Está localizado na cidade brasileira de Porto Alegre. 
Fundado em 1906 e inaugurado em 1908, tinha como objetivo inicial marcar a hora certa da cidade e fornecer a previsão do tempo. Desde o seu surgimento, foi um órgão de atuação destacada por suas pesquisas e serviços de astronomia e meteorologia. Com equipamentos avançados para a época, o Observatório foi um marco na história da ciência no estado. Mantém até hoje em seu prédio parte significativa dos instrumentos e funcionalidade originais, mas com a transferência das atividades astronômicas principais para um observatório moderno no Morro Santana, as instalações originais foram convertidas em museu de ciências e centro de divulgação científica. 
Seu prédio histórico é tombado pelo Instituto do Patrimônio Histórico e Artístico Nacional, e faz parte do conjunto arquitetônico do Campus Central da UFRGS, declarado Patrimônio Cultural pelo Governo do Estado e incluído pela Prefeitura no Inventário dos Bens Imóveis de Valor Histórico e Cultural e de Expressiva Tradição.

## Histórico
O surgimento do Observatório se incluiu em um movimento de modernização da sociedade organizado pela elite política e intelectual do Rio Grande do Sul na passagem do século XIX para o século XX. Fortes defensores do positivismo, acreditavam que a industrialização era o passaporte para a modernidade. Assim, estabelecido um padrão horário e uma forma de prever o tempo, a sociedade poderia seguir seu caminho em rumo ao progresso.
O Governo assumiu um papel protagonista e começou a desenvolver o projeto em 1899, mobilizando a Escola de Engenharia para executá-lo. Com o objetivo de dar preparação técnica para os engenheiros nos conceitos de Geodésia e Astronomia, e também de prestar serviços de utilidade pública como a Hora Certa e a previsão do tempo, o Observatório se tornaria um marco na história da ciência local. Sandra Pesavento, ao analisar as transformações urbanas ocorridas na cidade de Porto Alegre no início do século XX, situou a Escola de Engenharia juntamente e as outras instituições de ensino superior ou profissionalizantes a ela ligadas, "[...] como parte do processo de transformações econômico-sociais na qual a cidade impunha-se o aprimoramento de suas elites e a sua profissionalização da mão-de-obra". O conjunto tinha um caráter de Escola Politécnica, conforme declarou o engenheiro-chefe do IAM em relatório de 1913: "...vereis que nosso instituto progride e em breve estará em condições de poder ombrear com os institutos irmãos de modo a formar um conjunto homogêneo. A Escola de Engenharia, centro de ensino politécnico sólido, base da grandeza de um país."

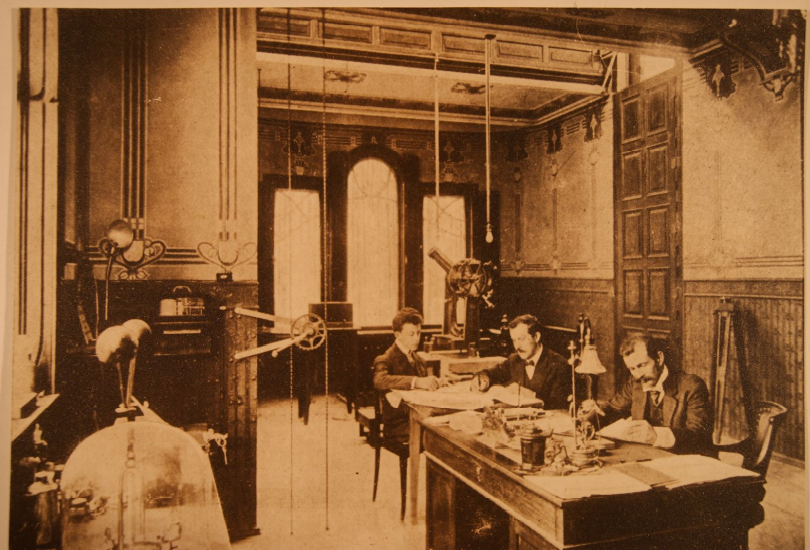
Engenheiro Manoel Itaqui com sua equipe na Sala Meridiana em 1909

Em 1906, o Governo concedeu um terreno e verbas para a construção do Observatório e compra dos instrumentos necessários. Para administrá-lo, em 18 de setembro deste ano foi fundado, como um departamento da Escola de Engenharia, o Instituto Astronômico e Meteorológico (IAM). Projetado pelo engenheiro Manoel Itaqui, o prédio do IAM teve sua pedra fundamental colocada pelo presidente do estado, Borges de Medeiros. Finalmente foi inaugurado em 24 de janeiro de 1908, tendo Itaqui como o primeiro diretor. Entre os instrumentos adquiridos estavam um telescópio Gautier de 190 mm, uma luneta de passagem meridiana Gautier de 75 mm, um pêndulo de precisão Joseph, um cronógrafo Gautier e dois cronômetros de marinha Leroy. Não havia no estado técnicos capazes de instalar e operar os equipamentos. Enquanto o Observatório não entrava em funcionamento, em 1909 o Governo encarregou o IAM de criar 26 estações meteorológicas e 8 estações pluviométricas pelo interior do estado para a previsão do tempo.

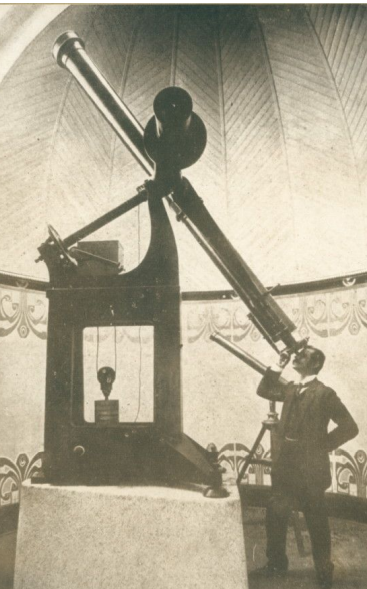
Manoel Itaqui observando na Luneta Equatorial Gautier em 1910

Finalmente, em 1911 foi contratado o jovem astrônomo alemão Friedrich Wilhelm Rahnenführer, que logo passou ao trabalho pondo o instrumental para funcionar, fazendo a primeira determinação da Hora Certa em 23 de setembro de 1912, com uma precisão de 2 a 5 centésimos de segundo. Considerando insuficientes os equipamentos já comprados, encomendou mais um lote a fabricantes suíços e alemães, que chegou entre 1913 e 1914, incluindo uma luneta meridiana Repsold, um cronógrafo Favarger e três pêndulos de precisão, aumentando a exatidão das medições. Foi ainda necessário criar novos espaços anexos ao prédio para as observações. Segundo César Augusto Araújo, "Rahnenführer ampliou consideravelmente a quantidade de equipamentos que hoje compõem a atual coleção. Ele foi quem melhor compreendeu e utilizou os aparelhos; além de observações e cálculos de hora realizou interessantes experimentos para a determinação do magnetismo terrestre e sismologia". Além das atividades técnicas, que desempenhou até sua morte precoce em 1919, Rahnenführer  manteve intercâmbios com observatórios estrangeiros, iniciou uma série de publicações, e criou uma nova geração de astrônomos, capacitando engenheiros sem formação prévia na área a dar continuidade às funções do Observatório após sua partida.
Nos seus primeiros anos, os engenheiros foram treinados para fazer previsões de eclipses, observações de duplas, manter o serviço da Hora Certa, elaborar efemérides, coletar dados de sismografia e magnetismo, e coletar os boletins meteorológicos produzidos pelas estações do interior para fazer a previsão do tempo, remetendo-os depois para o Observatório Nacional no Rio de Janeiro, entre outras tarefas. A Hora Certa era obtida pela observação da posição das estrelas e comunicada para a população todos os dias às 19 horas e 55 minutos, quando acendia uma lâmpada vermelha instalada na torre do Instituto Ginasial Júlio de Castilhos, um prédio próximo, e apagada às 20 horas. Através de sinal elétrico a hora era transmitida para a Intendência Municipal, e era possível fazer consultas por telefone à secretaria do Observatório. Anos mais tarde, outros locais altos receberam lâmpadas.
Com a expansão das atividades, o espaço físico se tornou pequeno, e assim em 1921 a seção de Meteorologia foi transferida para outro prédio nas proximidades, onde atualmente funciona a Rádio da Universidade. Em 1922 iniciavam as transmissões de rádio no Brasil, e na década de 1930 o Observatório Nacional passou a transmitir a Hora Certa para todo o país via rádio. Isso tornou obsoleta a produção local de Hora Certa. A partir de 1958, o sinal horário era comunicado através da Rádio da Universidade. O sinal deixou de ser transmitido em 1990 e o serviço da Hora Certa foi desativado, encerrando-se assim um ciclo de relevantes serviços prestados à sociedade.

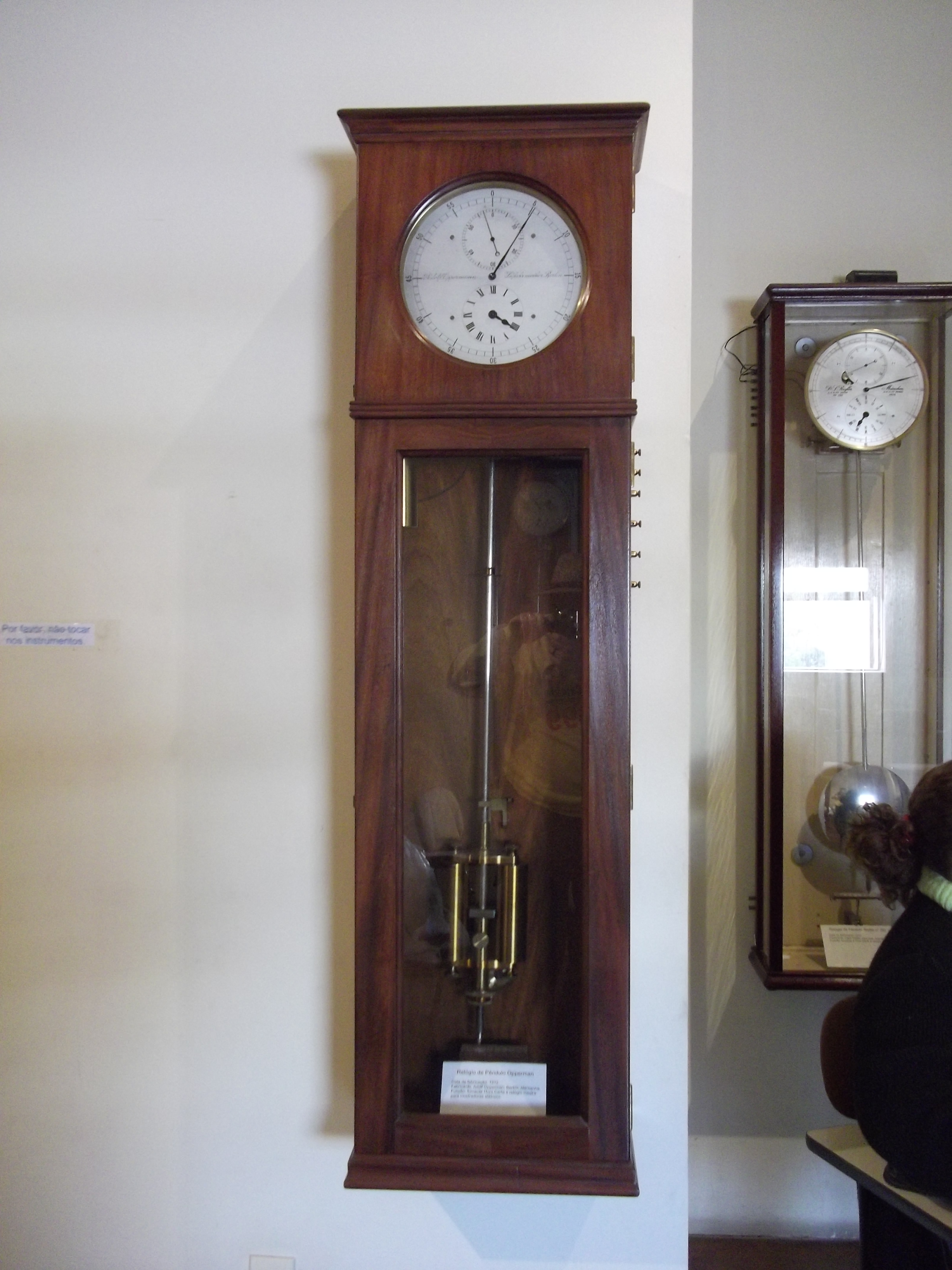
Pêndulos de precisão Opperman, 1912

O Observatório também publicava diariamente o boletim do tempo nos principais jornais da época como A Federação, Correio do Povo e A Manhã, e divulgava as efemérides astronômicas no Céu do Mês, seção que perdurou no Correio do Povo até os anos 1980 com outras denominações. Os fenômenos notáveis como eclipses e cometas recebiam artigos especiais. Segundo Cláudio Bevilacqua, o Observatório "foi uma instituição técnica e científica muito demandada pela sociedade sul-rio-grandense, perante a qual gozava de muito prestígio. A Hora Certa era solicitada por telefone e eram atendidos centenas de pedidos anuais, chegando a 2.090 em 1927 e 4.725 em 1932. A previsão do tempo também era demandada de modo semelhante. Considerando-se as condições da época, estes números assumem grande relevância".
Em 1934 a Escola de Engenharia e o Observatório foram incorporados à recém-criada Universidade de Porto Alegre (UPA). Em 1947, com a transformação da UPA na Universidade do Rio Grande do Sul (URGS), o Observatório passou a se chamar Instituto de Astronomia, e em 1950 a URGS foi federalizada, dando origem à atual UFRGS. Na Reforma Universitária implementada em 1969/70, a área de Astronomia foi agrupada com a área de Física, e o Observatório passou a ser um órgão auxiliar do Instituto de Física da UFRGS com a denominação que permanece até o dia de hoje: Observatório Astronômico da UFRGS.
Segundo Bevilacqua, a finalidade principal do Observatório ao ser fundado foi a de prestar serviços como a Hora Certa e a previsão do tempo, que eram de interesse vital para a economia, e não fazer pesquisa, mas esta não foi inteiramente negligenciada. Ao longo dos anos o Observatório realizou pesquisas relevantes, incluindo a medição da variação do polo celeste, cálculos e observações de eclipses do Sol, ocultações de estrelas e trânsitos de planetas, determinação da órbita de cometas, observação de estrelas duplas, além de colaborar na criação da primeira carta isogônica brasileira (mapa da declinação magnética).
Contudo, com a criação do Departamento de Astronomia da UFRGS e a inauguração do Observatório do Morro Santana, no começo da década de 1970, as pesquisas científicas ficaram a cargo deste Departamento e as observações para as pesquisas passaram a ser feitas no Observatório novo. Ainda assim, o Observatório continuou promovendo a ciência popularmente, e muitas das suas atividades nesta nova fase tiveram significativo engajamento popular, como a observação do cometa Hale-Bopp em 1996, com várias lunetas montadas na Usina do Gasômetro; da máxima aproximação de Marte em 2003, e do cometa McNaught em 2007. No Ano Internacional da Astronomia em 2009 foi montada uma exposição e foram oferecidas observações do céu para o público. Em 28 de julho de 2009 foi criado o Museu do Observatório.

## Administração e atividades

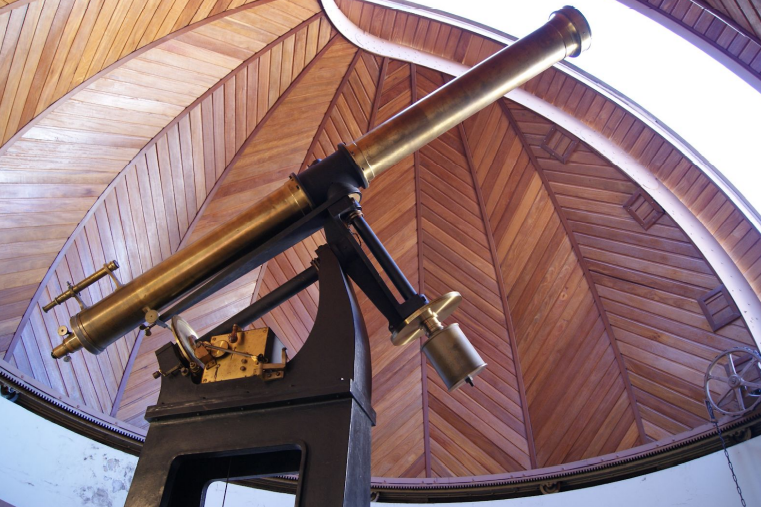
Luneta Equatorial Gautier

O Observatório Astronômico se define como "órgão auxiliar do Instituto de Física, tem por objetivo fomentar o desenvolvimento, a educação e a inclusão social por meio da Astronomia e ciências afins, utilizando a pesquisa, o ensino formal e não formal e atividades de extensão, além de resgatar e preservar a memória da Astronomia do Rio Grande do Sul".
Atualmente o Observatório desenvolve atividades voltadas à comunidade, tais como visita guiada, oficinas, palestras, exposições e observação do céu e efemérides, além de continuar sendo uma unidade de ensino como um local de formação de professores do ensino básico, de transmissão de conhecimento para o público em geral sobre aspectos da Astronomia, e como laboratório prático para os estudantes dos cursos superiores da UFRGS nas áreas da Física, Astrofísica, Engenharia Elétrica, Engenharia Civil, Engenharia de Energia e Geografia.
Em 2015 foi introduzido o agendamento virtual das visitas, possibilitando obter dados sobre o perfil do público atendido. Neste ano o Observatório recebeu 2.287 visitantes, incluindo turmas de 32 escolas, que representavam cerca de 40% do público total. 63% do público escolar e 40% do público não escolar provinham de outras cidades. 5% dos visitantes eram estrangeiros.

## Acervo

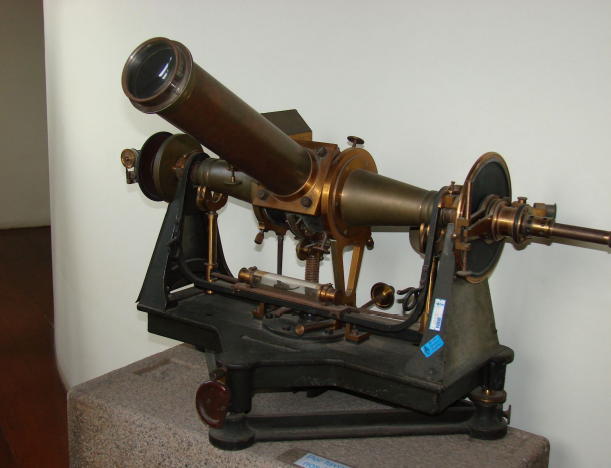
Luneta Meridiana Repsold

O Observatório possui um rico inventário de instrumentos históricos, sendo os principais uma Luneta Terrestre Gautier 100 mm, França 1907, Luneta Equatorial Gautier 190 mm, França 1907, Luneta Meridiana Gautier 75 mm, França 1908, Luneta Meridiana Repsold 75 mm, Alemanha c. 1912, Pêndulo de Precisão Joseph, França, 1907. O acervo conta também com cronógrafos, cronômetros de marinha, teodolitos, relógios, barômetros, sismógrafo, entre outros aparelhos.
Segundo Araújo, 
"Os instrumentos científicos que, em um momento, foram peças fundamentais para a vida das pessoas em relação ao seu uso, hoje reconstroem essa relação ao tornarem-se fontes de informação e de conhecimento. Nessa perspectiva, o Observatório Astrônomico, compreendido pelas suas características e trajetória enquanto espaço de caráter museológico, tem, na atualidade, o grande desafio de se aproximar dos indivíduos provocando a discussão e a análise crítica sobre a importância do patrimônio histórico-científico. Esse é o estágio em que os instrumentos encontram-se. Hoje eles formam coleções abertas ao público, de grande utilidade na divulgação e popularização da Astronomia, promovendo a cultura científica e agindo como um espaço de ligação entre essa ciência e a sociedade".

## O prédio histórico

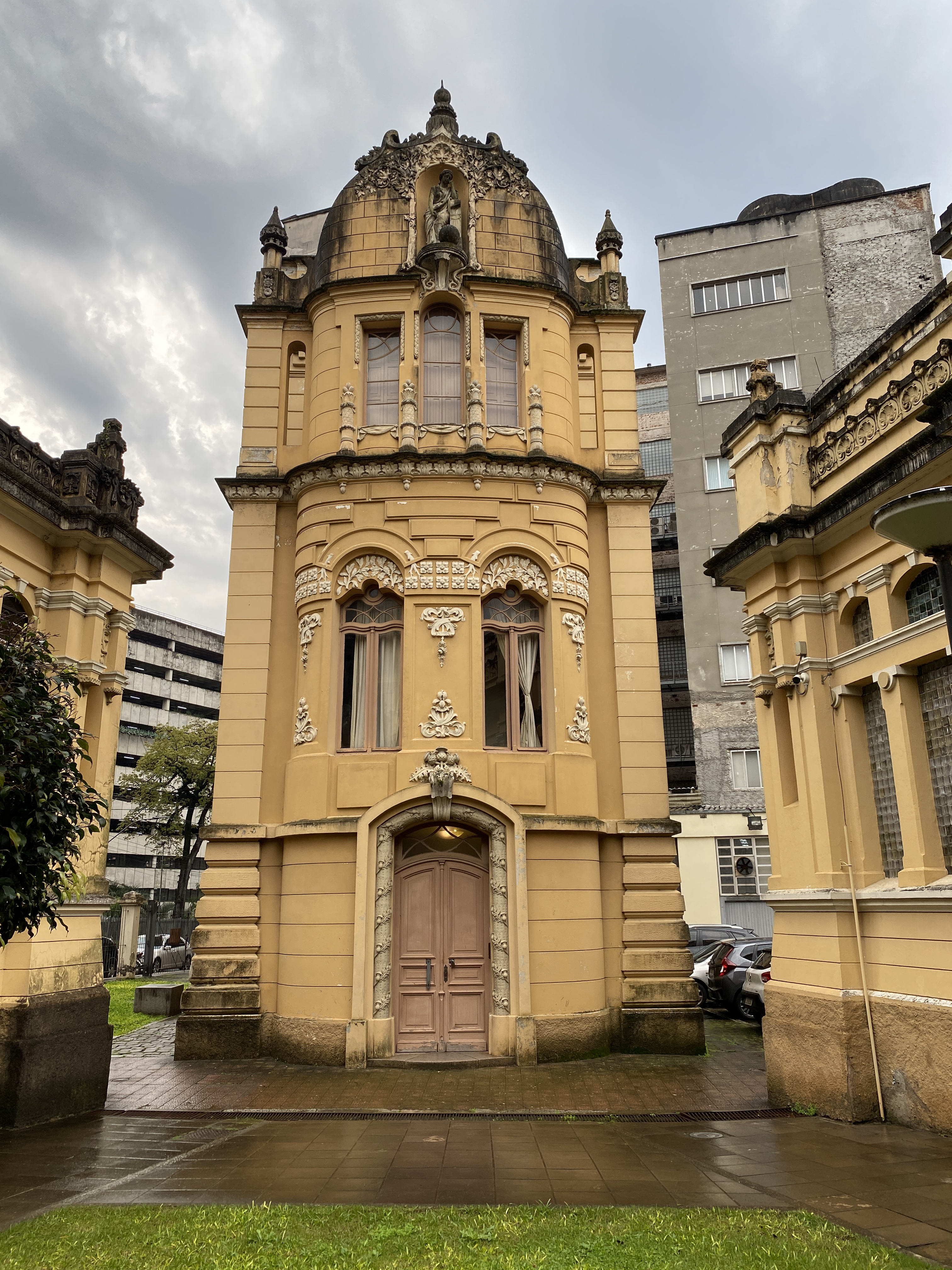
Fachada principal do Observatório Astronômico

O prédio é um dos primeiros representantes do estilo Art Nouveau na arquitetura de Porto Alegre, e tem uma rica decoração externa em frisos e ornamentos em relevo, destacando-se a escultura representando a musa da Astronomia, Urânia. Também são notáveis a cúpula giratória de 5 metros do laboratório de observação, feita de chapas de aço e revestimento interno de madeira, e o afresco, no interior do terceiro pavimento, representando Cronos — deus grego do Tempo, Saturno para os romanos — obra realizada pelo pintor alemão Fernando Schlatter em 1908.
Construído em três pavimentos, o prédio possuía duas torres, uma cilíndrica até hoje conservada, que comporta a luneta equatorial Gautier e outra, de base quadrada, que abrigava a luneta meridiana Gautier de 75 mm. A torre da meridiana foi demolida e todo o sistema desativado em 1967 devido à obsolescência do sistema de Hora Certa e necessidade de espaço físico. A circulação das pessoas no prédio é vertical, através de escadas helicoidais em torno das torres. O prédio é orientado em relação aos pontos cardeais, estando a fachada principal com a entrada voltada para o Oeste.
O interior do edifício era ricamente decorado com relevos em gesso e pinturas. Tal decoração deteriorou-se por debaixo das camadas sucessivas de tintas, restando agora uma pequena parte. Parte do mobiliário e madeirame interno foram substituídos ao longo dos anos, excetuando-se as aberturas e escadarias. Depois de passar por um restauro, em agosto de 2002 o prédio histórico foi reaberto.
O prédio foi tombado em 1999 pelo Instituto do Patrimônio Histórico e Artístico Nacional. Junto com o conjunto arquitetônico do Campus Central, foi declarado Patrimônio Cultural do Estado em 15 de setembro de 2000, e incluído pela Prefeitura no Inventário dos Bens Imóveis de Valor Histórico e Cultural e de Expressiva Tradição.